# Bravo (canal TV)
Bravo este un canal național de televiziune din Statele Unite ale Americii. Este recepționat în peste 88 de milioane de locuințe din această țară. A fost lansat la 1 decembrie 1980.
Este deținut de NBCUniversal al Comcast prin NBCUniversal Cable Entertainment Group. Canalul s-a axat inițial pe programele legate de artele și filmele fine. În prezent difuzează mai multe seriale destinate femeilor de 25-54 de ani, precum și comunității LGBTQIA+ în general.
La data de noiembrie 2023, Bravo este disponibil la aproximativ 70,000,000 de case de televiziune cu plată în Statele Unite, în scădere de la vârful său din 2013 peak la 95,000,000 de case.

## Istorie
Bravo a fost inițial lansat gratuit ca un canal premium pe 1 decembrie 1980.

## Vezi și
- 100 Scariest Movie Moments

## Legături externe
- Site web oficial